# Cermatobius curticornis
Cermatobius curticornis är en mångfotingart som först beskrevs av Chamberlin och Wang 1952.  Cermatobius curticornis ingår i släktet Cermatobius och familjen fåögonkrypare. Inga underarter finns listade i Catalogue of Life.